# Paroxetina
A paroxetina, vendida sob as marcas Paxil, Pondera, Roxetin, entre outros, é um antidepressivo da classe dos inibidores seletivos da recaptação da serotonina (ISRS). É usado no tratamento do transtorno depressivo maior, transtorno obsessivo-compulsivo, transtorno do pânico, transtorno de ansiedade social, transtorno de estresse pós-traumático, transtorno de ansiedade generalizada e transtorno disfórico pré-menstrual. Também tem sido usado no tratamento da ejaculação precoce e ondas de calor devido à menopausa. É tomado por via oral.
Os efeitos colaterais comuns incluem sonolência, boca seca, perda de apetite, sudorese, dificuldade para dormir e disfunção sexual. Os efeitos colaterais graves podem incluir pensamentos suicidas em menores de 25 anos, síndrome da serotonina e mania. Embora a taxa de efeitos colaterais pareçam semelhantes em comparação com outros ISRSs e ISRSNs, as síndromes de descontinuação de antidepressivos podem ocorrer com mais frequência com a paroxetina. O uso durante a gravidez não é recomendado, embora o uso durante a amamentação seja relativamente seguro. Acredita-se que ele atue bloqueando a recaptação da serotonina química pelos neurônios no cérebro.
Em 2012, o Departamento de Justiça dos Estados Unidos multou a GlaxoSmithKline em US$ 3 bilhões para reter dados, promover ilegalmente o uso em menores de 18 anos e preparar um artigo que relatou erroneamente os efeitos da paroxetina em adolescentes com depressão após seu estudo clínico 329.

## Usos médicos
A paroxetina é usada principalmente para tratar o transtorno depressivo maior, transtorno obsessivo-compulsivo, transtorno de estresse pós-traumático, transtorno de ansiedade social e transtorno do pânico. Também é usado ocasionalmente para agorafobia, transtorno de ansiedade generalizada, transtorno disfórico pré-menstrual e ondas de calor menopausa.

### Depressão
Uma variedade de metanálises foi conduzida para avaliar a eficácia da paroxetina na depressão. Eles concluíram de várias maneiras que a paroxetina é superior ou equivalente ao placebo e que é equivalente ou inferior a outros antidepressivos. Apesar disso, não houve evidência clara de que a paroxetina era melhor ou pior em comparação com outros antidepressivos no aumento da resposta ao tratamento em qualquer momento.

### Transtornos de ansiedade
A paroxetina foi o primeiro antidepressivo aprovado nos Estados Unidos para o tratamento do transtorno do pânico.  Vários estudos concluíram que a paroxetina é superior ao placebo no tratamento do transtorno do pânico.
A paroxetina demonstrou eficácia no tratamento do transtorno de ansiedade social em adultos e crianças. Também é benéfico para pessoas com transtorno de ansiedade social e transtorno do uso de álcool concomitantes. Parece ser semelhante a vários outros ISRSs.
A paroxetina é usada no tratamento do transtorno obsessivo-compulsivo. A eficácia comparativa da paroxetina é equivalente à da clomipramina e da venlafaxina. A paroxetina também é eficaz em crianças com transtorno obsessivo-compulsivo.
A paroxetina é aprovada para o tratamento de transtorno de estresse pós-traumático nos Estados Unidos, Japão, Brasil e Europa. Nos Estados Unidos, é aprovado apenas para uso de curto prazo.
A paroxetina também é aprovada pelo FDA dos Estados Unidos e ANVISA para o transtorno de ansiedade generalizada.

### Ondas de calor da menopausa
Em 2013, a paroxetina em baixa dosagem foi aprovada nos Estados Unidos para o tratamento de sintomas vasomotores moderados a graves, como ondas de calor e suores noturnos associados à menopausa. Na dose baixa usada para ondas de calor da menopausa, os efeitos colaterais são semelhantes aos do placebo e a redução da dose não é necessária para a descontinuação.
Outrora, no Brasil, a paroxetina não é aprovada para uso de curto-prazo em ondas de calor da menopausa, enquanto outros medicamentos da mesma classe o são.

### Fibromialgia
Estudos também demonstraram que a paroxetina "parece ser bem tolerada e melhora a sintomatologia geral em pacientes com fibromialgia", mas é menos robusta em ajudar com a dor envolvida.

## Efeitos adversos
Os efeitos colaterais comuns incluem sonolência, boca seca, perda de apetite, suor, dificuldade para dormir e disfunção sexual. Os efeitos colaterais graves podem incluir suicídio em menores de 25 anos, síndrome da serotonina e mania. Embora a taxa de efeitos colaterais pareça semelhante em comparação com outros ISRSs e ISRSNs, as síndromes de descontinuação de antidepressivos podem ocorrer com mais frequência. O uso durante a gravidez não é recomendado, embora o uso durante a amamentação seja relativamente seguro.
A paroxetina partilha de efeitos colaterais comuns entre os ISRSs. As pessoas que foram tratadas com placebo tem os percentuais dos efeitos colaterais em parênteses:
- náusea 26% (9%)
- diarreia 12% (8%)
- prisão de ventre 14% (9%)
- boca seca 18% (12%)
- sonolência 23% (9%)
- insônia 13% (6%)
- dor de cabeça 18% (17%)
- hipomania 1% (0,3%)
- visão turva 4% (1%)
- perda de apetite 6% (2%)
- nervosismo 5% (3%)
- parestesia 4% (2%)
- tontura 13% (6%)
- astenia 15% (6%)
- tremor 8% (2%)
- suor 11% (2%)
- disfunção sexual (incidência ≥10%).[36]

A maioria desses efeitos adversos são transitórios e desaparecem com a continuação do tratamento. Acredita-se que a estimulação do receptor 5-HT 3 possa resultar nos efeitos gastrointestinais observados com o tratamento com ISRS. Em comparação com outros ISRSs, tem menor incidência de diarreia, mas maior incidência de efeitos anticolinérgicos (por exemplo, boca seca, constipação, visão turva, etc.), sedação/sonolência /tontura, efeitos colaterais sexuais e ganho de peso.
Devido a notificações de reações adversas de abstinência após a interrupção do tratamento, o Comité dos Medicamentos para Uso Humano (CHMP) da Agência Europeia de Medicamentos recomenda a redução gradual ao longo de várias semanas ou meses, se for tomada a decisão de interromper. Veja também síndrome de descontinuação (abstinência) .
Mania ou hipomania podem ocorrer em 1% dos pacientes com depressão e em até 12% dos pacientes com transtorno bipolar . Este efeito colateral pode ocorrer em indivíduos sem história de mania, mas pode ser mais provável de ocorrer em pessoas com bipolaridade ou com história familiar de mania.

### Suicídio
Como outros antidepressivos, a paroxetina pode aumentar o risco de pensamento e comportamento suicida em pessoas com menos de 25 anos. O FDA norte-americano conduziu uma análise estatística de ensaios clínicos com paroxetina em crianças e adolescentes em 2004 e encontrou um aumento na tendência suicida e ideação em comparação com o placebo, o que foi observado em ensaios para transtornos de depressão e ansiedade. Em 2015, um artigo publicado no The BMJ que reanalisou as notas do caso original argumentou que no Estudo 329, avaliou a paroxetina e a imipramina contra placebo em adolescentes com depressão, a incidência de comportamento suicida foi subnotificada e a eficácia exagerada para a paroxetina.

### Disfunção sexual
A disfunção sexual, incluindo perda de libido, anorgasmia, falta de lubrificação vaginal e disfunção erétil, é um dos efeitos adversos mais comumente encontrados no tratamento com paroxetina e outros ISRSs. Enquanto os primeiros ensaios clínicos sugeriram uma taxa relativamente baixa de disfunção sexual, estudos mais recentes nos quais o investigador ativamente indaga sobre problemas sexuais sugerem que a incidência é superior a 70%. Foi relatado que os sintomas de disfunção sexual persistem após a interrupção dos ISRSs, embora isso seja considerado ocasional.

### Gravidez
A exposição a antidepressivos (incluindo paroxetina) está associada a uma duração mais curta da gravidez (por três dias), aumento do risco de parto prematuro (por 55%), menor peso ao nascer (por 75 gramas (2,6 oz) ), e menores escores de Apgar (em <0,4 pontos). O Colégio Americano de Obstetras e Ginecologistas recomenda que, para gestantes e mulheres que planejam engravidar, a paroxetina "seja evitada, se possível", pois pode estar associada a maior risco de defeitos congênitos.
Bebês nascidos de mulheres que usaram paroxetina durante o primeiro trimestre têm um risco aumentado de malformações cardiovasculares, principalmente defeitos do septo ventricular e atrial (VSDs e ASDs). A menos que os benefícios da paroxetina justifiquem a continuação do tratamento, deve-se considerar interromper ou trocar para outro antidepressivo. O uso de paroxetina durante a gravidez está associado a um aumento de cerca de 1,5-1,7 vezes nos defeitos congênitos de nascença, em particular, defeitos cardíacos, lábio leporino e fenda palatina, pés tortos ou quaisquer defeitos congênitos.

### Síndrome de descontinuação
Muitos medicamentos psicoativos podem causar sintomas de abstinência após a interrupção da administração. As evidências mostram que a paroxetina tem uma das maiores taxas de incidência e gravidade da síndrome de abstinência de qualquer medicamento de sua classe. Os sintomas comuns de abstinência da paroxetina incluem náuseas, tonturas, vertigens e vertigens; insônia, pesadelos e sonhos vívidos; sensações de eletricidade no corpo, bem como depressão e ansiedade de rebote. A formulação líquida de paroxetina está disponível e permite uma diminuição muito gradual da dose, o que pode prevenir a síndrome de descontinuação. Outra recomendação é mudar temporariamente para fluoxetina, que tem meia-vida mais longa e, portanto, diminui a gravidade da síndrome de descontinuação.
Em 2002, o FDA dos EUA publicou um alerta sobre os sintomas de descontinuação "graves" entre aqueles que encerraram o tratamento com paroxetina, incluindo parestesia, pesadelos e tonturas. A agência também alertou sobre relatos de casos descrevendo agitação, suor e náusea. Em conexão com a declaração de um porta-voz da GSK de que as reações de abstinência ocorrem apenas em 0,2% dos pacientes e são "leves e de curta duração", a Federação Internacional de Associações de Fabricantes Farmacêuticos disse que a GSK violou dois dos códigos de prática da Federação.
A GlaxoSmithKline atualizou informações relacionadas à ocorrência de uma síndrome de descontinuação, incluindo sintomas graves de descontinuação.

## Overdose
A superdosagem aguda geralmente se manifesta por vômitos, letargia, ataxia, taquicardia e convulsões . As concentrações plasmáticas, séricas ou sanguíneas de paroxetina podem ser medidas para monitorar a administração terapêutica, confirmar o diagnóstico de intoxicação em pacientes hospitalizados ou para auxiliar na investigação médico-legal de fatalidades. As concentrações plasmáticas de paroxetina estão geralmente na faixa de 40–400 μg/L em pessoas que recebem doses terapêuticas diárias e 200–2.000 μg/L em pacientes em sobredosagem. Os níveis sanguíneos pós-morte variaram de 1-4 mg/L em situações de sobredosagem letal aguda. Juntamente com os outros ISRSs, a sertralina e a fluoxetina, a paroxetina é considerada uma droga de baixo risco em casos de sobredosagem.

## Interações
As interações com outros medicamentos que atuam no sistema da serotoninérgico ou prejudicam o metabolismo da serotonina podem aumentar o risco de síndrome da serotonina ou reação semelhante à síndrome neuroléptica maligna (SNM). Tais reações foram observadas apenas com ISRSNs e ISRSs, mas de forma mais grave com o uso concomitante de triptanos, inibidores da MAO, antipsicóticos ou outros antagonistas da dopamina.
As informações de prescrição afirmam que a paroxetina "não deve ser usada em combinação com um IMAO (incluindo linezolida, um antibiótico que é um IMAO não seletivo reversível) ou dentro de 14 dias após a descontinuação do tratamento com um IMAO" e não deve ser usada em combinação com pimozida, tioridazina, triptofano ou varfarina.
A paroxetina interage com as seguintes enzimas do citocromo P450:
- CYP2D6 para o qual é um substrato e um potente inibidor.[38]
- Inibidor CYP2B6 (forte).
- Inibidor CYP3A4 (fraco).
- Inibidor CYP1A2 (fraco).
- Inibidor CYP2C9 (fraco).
- Inibidor CYP2C19 (fraco).

A paroxetina demonstrou ser um inibidor do receptor GRK2.

## Farmacologia

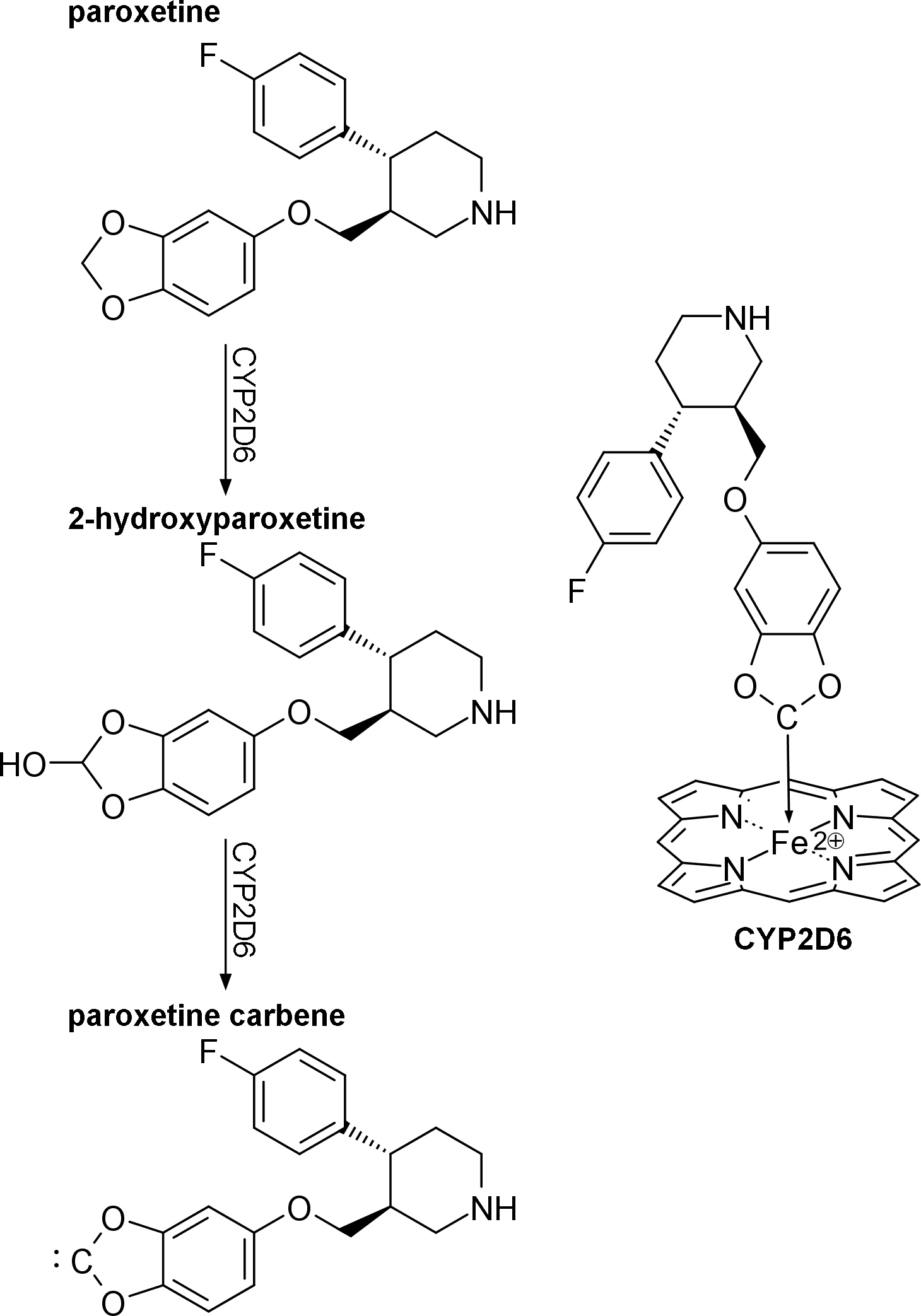
Mecanismo de inibição da paroxetina do CYP2D6.

### Farmacodinâmica
A paroxetina é o mais potente e um dos mais específicos inibidores seletivos da recaptação da serotonina (5-hidroxitriptamina, 5-HT) (ISRSs). Ele também se liga ao sítio alostérico do transportador de serotonina, de forma semelhante, mas menos potente, do que o ISRS escitalopram. A paroxetina também inibe a recaptação de norepinefrina em menor extensão (<50 nmol/L), o que fez com que ela ficasse reconhecida no meio clínico como um preambulo dos ISRSNs. Com base em estudos realizados com ratos, o equivalente a 20 mg de paroxetina tomada uma vez ao dia ocupa aproximadamente 88% dos transportadores de serotonina no córtex pré-frontal.
| Receptor | Ki (nM)         |
| -------- | --------------- |
| SERT     | 0,07 - 0,2      |
| NET      | 40 - 85         |
| DAT      | 490             |
| D 2      | 7.700           |
| 5-HT 1A  | 21.200          |
| 5-HT 2A  | 6.300           |
| 5-HT 2C  | 9.000           |
| α1       | 1.000 - 2.700   |
| α2       | 3.900           |
| M 1      | 72              |
| H 1      | 13.700 - 23.700 |

### Farmacocinética
A paroxetina é bem absorvida após administração oral. Tem uma biodisponibilidade absoluta de cerca de 50%, com evidência de um efeito de primeira passagem saturável. Quando tomado por via oral, atinge a concentração máxima em cerca de 6 a 10 horas e atinge o estado estacionário em 7 a 14 dias, o que faz com que seus efeitos só sejam percebidos duas ou três semanas após o início da administração. A paroxetina exibe variações interindividuais significativas no volume de distribuição e depuração. Menos de 2% de uma dose oral é excretada inalterada na urina.
A paroxetina é um inibidor da enzima CYP2D6.

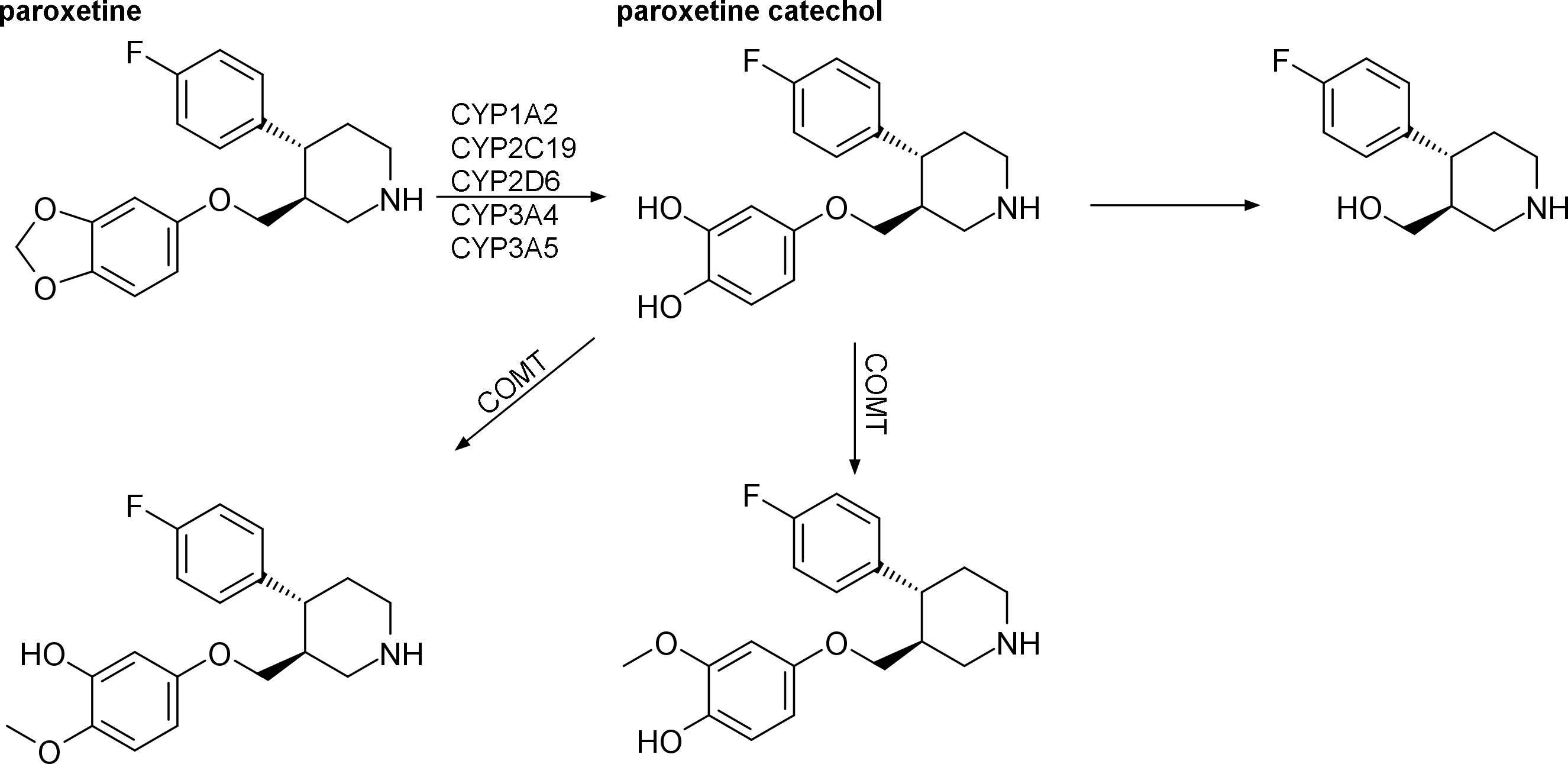
Metabolismo da paroxetina em humanos.

## Sociedade e cultura
A GlaxoSmithKline pagou multas consideráveis, pagou acordos em ações judiciais coletivas e tornou-se objeto de vários livros altamente críticos sobre o marketing de paroxetina, em particular o marketing off-label de paroxetina para crianças, a supressão de resultados de pesquisa negativos relacionados à seu uso em crianças e alegações de que não alertou os consumidores sobre efeitos substanciais de abstinência associados ao uso da droga. A paroxetina foi aprovada para uso médico nos Estados Unidos em 1992 e inicialmente vendida pela GlaxoSmithKline. Atualmente está disponível como medicamento genérico. Em 2017, foi o 68º medicamento mais prescrito nos Estados Unidos, com mais de onze milhões de prescrições. O Departamento de Justiça dos Estados Unidos multou a GlaxoSmithKline em US$ 3 bilhões em 2012, por reter dados, promover ilegalmente o uso em menores de 18 anos e preparar um artigo que relatou erroneamente os efeitos da paroxetina em adolescentes com depressão após seu estudo clínico 329.
No Brasil, a paroxetina já estava dentro dos conformes legais da ANVISA em maio de 2012, como expõe o documento oficial no site da instituição. Não houve escândalos relativos com a comercialização, dado o fato de que no Brasil não é rotineiro comerciais públicos da venda da droga.

### Marketing
No início de 2004, a GSK concordou em liquidar as acusações de fraude contra o consumidor por US$ 2,5 milhões. O processo de descoberta legal também descobriu evidências de supressão/omissão intencional e sistemática de resultados negativos da pesquisa Paxil. Um dos documentos internos da GSK dizia: "Seria comercialmente inaceitável incluir uma declaração de que a eficácia [em crianças] não foi demonstrada, pois isso prejudicaria o perfil comercial da paroxetina".
Em 2012, o Departamento de Justiça dos EUA anunciou que a GSK concordou em se declarar culpada e pagar uma multa de US$ 3 bilhões, em parte por promover o uso de Paxil para crianças.
Em 12 de fevereiro de 2016, a Autoridade de Concorrência e Mercados do Reino Unido impôs multas recordes de £45 milhões a empresas que violaram as leis de concorrência da União Europeia e do Reino Unido ao entrar em acordos para atrasar a entrada no mercado de versões genéricas do medicamento no Reino Unido. A GlaxoSmithKline recebeu a maior parte das multas, sendo multada em £37.600.757. Outras empresas, que produzem genéricos, receberam multas que totalizam coletivamente £7.384.146. Os serviços de saúde pública do Reino Unido provavelmente reclamarão danos por terem sido cobrados a mais no período em que as versões genéricas do medicamento foram ilegalmente bloqueadas no mercado, já que os genéricos são 70% mais baratos. A GlaxoSmithKline também pode enfrentar ações de outros fabricantes de genéricos que sofreram perdas como resultado da conduta anticompetitiva. Em 18 de abril de 2016, foram interpostos recursos para o Tribunal da Concorrência pelas empresas autuadas. Os genéricos da paroxetina já estão presentes no Brasil desde que a lei da patente caiu, e formulações de diversos laboratórios médicos estão presentes e acessíveis para a população. Laboratórios que mantém a paroxetina em marcas privadas, como é o caso da Eurofarma com o Pondera (Pondera e Pondera XR) também disponibilizam a medicação em forma genérica.
A GSK comercializou a paroxetina por meio de anúncios de televisão no final dos anos 1990 e início dos anos 2000. Os comerciais também foram ao ar para a versão CR (a versão de liberação controlada) da droga a partir de 2003.
No Brasil, por sua vez, a divulgação da paroxetina se dá por vias midiáticas e não por comerciais televisivos, como o é nos EUA.

### Vendas
Em 2007, a paroxetina ficou em 94º lugar na lista dos medicamentos mais vendidos, com mais de US$ 1 bilhão em vendas. Em 2006, a paroxetina foi o quinto antidepressivo mais prescrito no mercado varejista dos Estados Unidos, com mais de 19,7 milhões de prescrições. Em 2007, as vendas caíram ligeiramente para 18,1 milhões, mas a paroxetina permaneceu como o quinto antidepressivo mais prescrito nos EUA.
No Brasil, por outro lado, não figura sequer no top 100 de medicamentos mais vendidos. Paradoxalmente, o setor de antidepressivos é o maior em vendas num âmbito geral, e a paroxetina é o terceiro antidepressivo mais vendido, atrás da vortioxetina e da duloxetina.

### Nomes comerciais
Os nomes comerciais incluem Aropax, Brisdelle, Deroxat, Paxil, Pexeva, Paxtine, Paxetin, Paroxat, Paraxyl, Serupin, Daparox, Pondera, Roxetin, Sincro, Paxtrat, Moratus, Cebrilin, Depaxan, Seroxat e outros.

## Pesquisas Clínicas

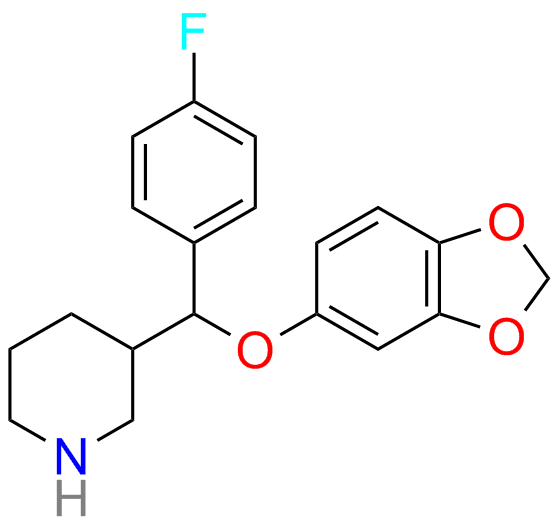
Regio-Paroxetina (Parexil) (10i)

Vários estudos sugeriram que a paroxetina pode ser usada no tratamento da ejaculação precoce. Em particular, o tempo de latência da ejaculação intravaginal (IELT) aumentou de 6 a 13 vezes, o que foi um pouco mais longo do que o atraso alcançado pelo tratamento com outros ISRSs (fluvoxamina, fluoxetina, sertralina e citalopram). No entanto, a paroxetina tomada de forma aguda (ou "sob demanda") 3 a 10 horas antes da relação sexual resultou apenas em um atraso de ejaculação "clinicamente irrelevante e sexualmente insatisfatório" de 1,5 vezes, e foi inferior à clomipramina, que induziu um atraso quatro vezes maior.
Também há evidências de que a paroxetina pode ser eficaz no tratamento do jogo compulsivo e das ondas de calor.
Os benefícios da prescrição de paroxetina para neuropatia diabética ou cefaléia tensional crônica são incertos.
Embora as evidências sejam conflitantes, a paroxetina pode ser eficaz no tratamento da distimia, um distúrbio crônico que envolve sintomas depressivos na maioria dos dias do ano.
Há evidências que suportam que a paroxetina se liga seletivamente e inibe o receptor quinase 2 acoplado à proteína G (GRK2). Como o GRK2 regula a atividade do receptor beta-adrenérgico, que se torna insensível em casos de insuficiência cardíaca, a paroxetina (ou um derivado da paroxetina) pode ser usado como tratamento para insuficiência cardíaca no futuro.
Paroxetina foi considerada como tendo atividade dmoad.